# Jeison Rujano
Rujano  Velásquez est un nom espagnol. Le premier nom de famille, en général paternel, est Rujano ; le second, en général maternel, souvent omis, est Velásquez.
Jeison Rujano (né le 18 août 2001 à Santa Cruz de Mora) est un coureur cycliste vénézuélien. Il est le fils de José Rujano, également coureur cycliste.

## Biographie
En 2020, Jeison Rujano se classe dix-huitième du Tour du Táchira au mois de janvier. Il s'engage ensuite avec le club espagnol Hotel Tres Anclas, mais ne dispute aucune course en Europe, en raison de la pandémie de Covid-19. En novembre, il termine deuxième du championnat du Venezuela du contre-la-montre et remporte le titre espoirs. Peu de temps après, il prend la cinquième place du Tour du Venezuela.
Pour la saison 2021, il donne son accord pour rejoindre un autre club espagnol : Netllar Telecom-Alé. En janvier, il participe au Tour du Táchira avec l'équipe Osorio Grupo Ciclismo, aux côtés de son père José.

## Palmarès et résultats

### Palmarès par année
- 2019
  -  Champion du Venezuela du contre-la-montre juniors
- 2020
  -  Champion du Venezuela du contre-la-montre espoirs
  - 2e du championnat du Venezuela du contre-la-montre
  - 3e du championnat du Venezuela sur route espoirs
- 2021
  -  Champion du Venezuela du contre-la-montre
  -  Champion du Venezuela du contre-la-montre espoirs

### Classements mondiaux
| Année                                 | 2021 |
| ------------------------------------- | ---- |
| Classement mondial                    | 906e |
| UCI America Tour                      | 112e |
|                                       |      |
| Légende : nc = non classéSource : UCI |      |